# Milva Ekonomi

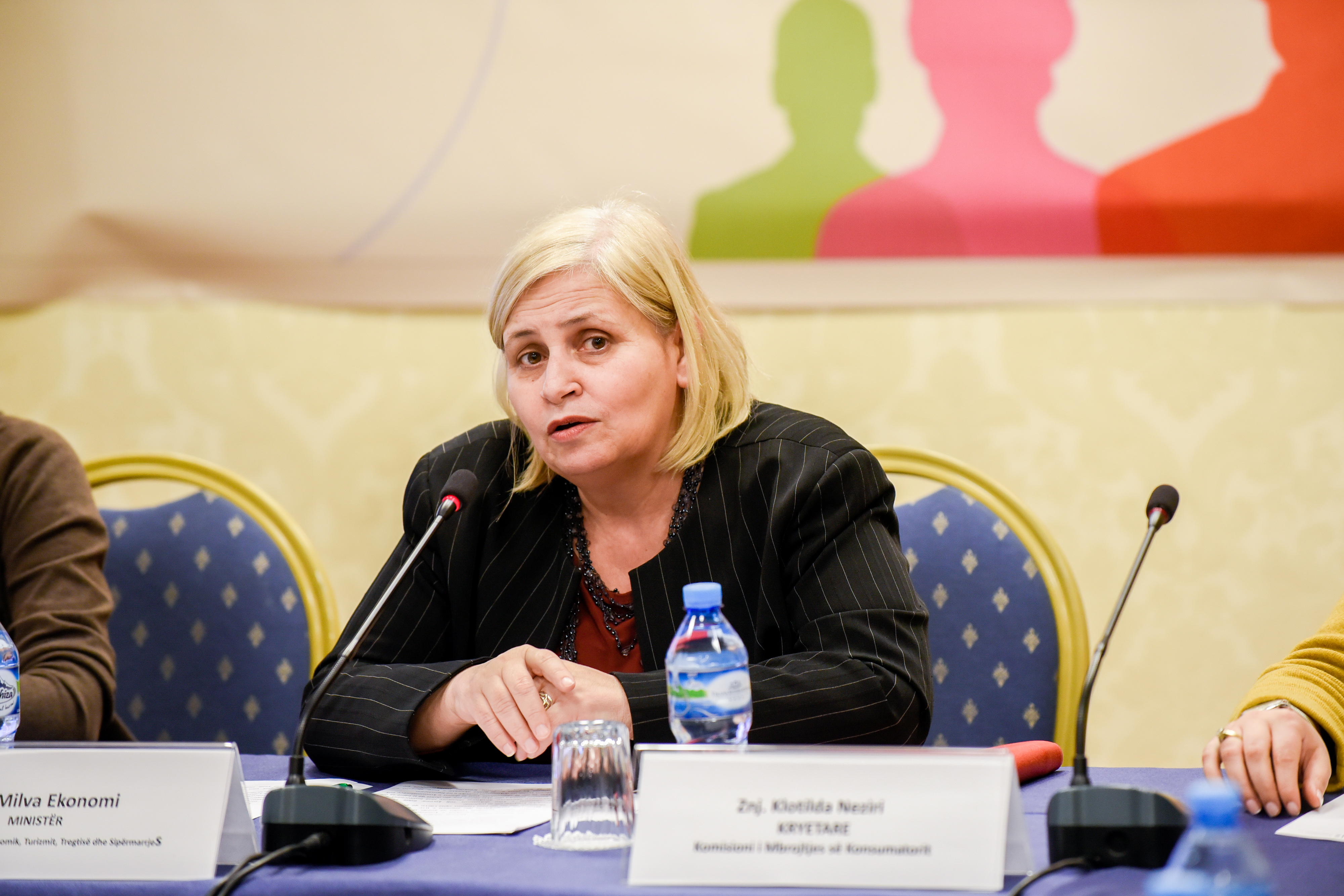
Milva Ekonomi (2016)

Milva Ekonomi (* 1962 in Tirana) ist eine albanische Politikerin, die der Partia Socialiste e Shqipërisë (PS) angehört. Sie war von 2016 bis 2017 Ministerin für Wirtschaftsentwicklung, Tourismus, Handel und Unternehmen und von 2021 bis 2023 Staatsministerin für Servicestandards.
An der Landwirtschaftlichen Universität Tirana absolvierte sie ein Studium in den Fächern Statistik und Wirtschaft, an der Universität Tirana machte sie den Master in Betriebswirtschaftslehre.
Von 1994 bis 2005 war Ekonomi Generaldirektorin des albanischen Statistikinstituts. In den Jahren 2007 und 2008 wirkte sie bei der Europäischen Agentur für den Wiederaufbau im Rahmen eines Projektes im Kosovo. Danach war sie bis 2013 für die Sida bei der Statistikagentur des Kosovo tätig.
Nach seinem Wahlsieg berief Ministerpräsident Edi Rama im September 2013 Milva Ekonomi als stellvertretende Gesundheitsministerin in sein Kabinett. Bei einem Wechsel in der Regierung im Februar 2016 übernahm sie von Arben Ahmetaj das Ministerium für Wirtschaftsentwicklung, Tourismus, Handel und Unternehmen. Im September 2017 wurde das zweite Kabinett von Edi Rama vereidigt, wobei Milva Ekonomi nicht in die Regierung wiederaufgenommen wurde. Vier Jahre später wurde sie im dritten Kabinett von Rama Staatsministerin für Servicestandards (Ministrja e Shtetit për Standardet e Shërbimeve). Diese Funktion wurde im September 2023 aufgelöst, Ekonomi aus dem Kabinett entlassen.
Ekonomi hat zwei Töchter. Sie beherrscht neben dem Albanischen auch Englisch und Italienisch, ferner besitzt sie Kenntnisse des Französischen.